# تربویچ
تربویچ (به لاتین: Trebević) یک کوه در بوسنی و هرزگوین است که در Istočno Sarajevo واقع شده‌است. تربویچ ۱٬۶۲۷ متر بالاتر از سطح دریا واقع شده‌است.